# کفن تورین
کفن تورین (به ایتالیایی: Sindone di Torino) یک تکه از پارچه کتانی است که چهره مردی با بدنی مملو از زخم که نشان می‌دهد احتمالاً به صلیب کشیده‌شده بر روی آن نقش بسته است. این کفن در کلیسای سنت‌جان تعمیددهنده در شهر تورین ایتالیا نگه‌داری می‌شود. بسیاری معتقدند که این پارچه کفن عیسی مسیح بوده است. کاتولیک‌ها بر این باورند که کفن تورین اثر معتبری جهت اثبات مصلوب شدن مسیح است. تصویر این کفن در حالت نگاتیو سیاه و سفید واضح تراز حالت طبیعی  آن است. این نگاتیو قابل توجه اولین بار در ۲۸ می۱۸۹۸ توسط یک عکاس آماتور به حالت نگاتیو درآمد. عکاس سکوندو پیا بود که وقتی پارچه در کلیسای تورین به نمایش درآمد مجوز عکسبرداری از آن را داشت و وقتی نقش چهره را بر نگاتیو آن مشاهده کرد، شیشه عکاسی از شدت شوک از دستش افتاد.
کفن باعث ایجاد بحث‌های بسیار زیادی میان دانشمندان، مردم با ایمان، مورخان و نویسندگان شد که کجا و چه زمانی و چگونه این کفن ساخته شده است. از یک دیدگاه مذهبی، پاپ پیوس دوازدهم، تصویر را با توافق ضمنی کلیسای کاتولیک روم به عنوان چهره مقدس مسیح اما در سال‌های اخیر، پاپ فرانسیس و پاپ پیش از وی، بندیکت شانزدهم آن را یک تمثال نامیده و آن را وقف مراسم چهره مقدس مسیح کرد که در سه شنبه قبل از چهارشنبه توبه جشن گرفته شود.
بعضی بر این باورند که این پارچه بر صورت مسیح در مدفنش گذاشته شده، شکاکان آن را سند جعلی مربوط به قرون وسطا می‌دانند و دیگران آن را تأثیر واکنش‌های شیمیایی طبیعت بر پارچه می‌دانند.
در سال ۱۹۸۸ با استفاده از روش علمی تاریخ گذاری رادیو کربن دانشمندان کفن را متعلق به ۱۳۰۰ سال بعد از مسیح نسبت دادند و سپس بحث و ادعاهای زیادی مبنی بر اشتباه بودن این آزمایش به وجود آمد.
ارزیابی سه دانشگاه زوریخ، توسان و آکسفورد از این قرار است که این کفن با احتمال ۶۵٪ متعلق به سال‌های ۱۲۷۳ الی ۱۲۸۸ و به احتمال ۹۵٪ متعلق به سال‌های ۱۳۵۳ الی ۱۳۸۴ بعد از میلاد است که نشان می‌دهد کفن از لحاظ علمی متعلق به تاریخ زندگانی مسیح نیست.
دانشمندان مؤسسه بلورنگاری ایتالیا (بخشی از شورای ملی تحقیقات) مطالعه‌ای روی کفن تورین انجام دادند و نتایج کار خود را در آوریل ۲۰۲۲ در نشریه هِریتج منتشر کردند. نتیجه‌گیری آنها این بود که این پارچه حدود ۲۰۰۰ سال پیش، یعنی تقریباً در دوره زندگی عیسی مسیح، بافته شده است.

## توصیف
این کفن پارچه‌ای مربعی در اندازه ۴٫۴ متر در ۱٫۱ متر است. در آن تصویر کم رنگ و زرد مرد برهنه‌ای از جلو و پشت مردی است که دستانش در کنار پاهایش قرار دارد. تصویر مرد کفن، دارای ریش و سبیل است. بدنی ماهیچه‌ای و قدی بلند دارد و البته برای مردی در زمان زندگی مسیح قدی متوسط محسوب می‌شود و بدنش دارای جراحت و زخم زیادی ناشی از مصلوب شدن است که مطابق گفته‌های کتاب مقدس دربارهٔ مرگ مسیح است.
محققان واتیکان می‌گویند این کفن از زمان محاصره قسطنطنیه در ۱۲۰۴ توسط صلیبیون نگهداری می‌شده است و اینکار جزئی از آیین مذهبی بوده است و این احتمال هست که سرکوب صلیبیون در قرن ۱۴ به دلیل وجود مراسم پرستش «چهره ریش دار» مربوط به همین کفن باشد.